# Flores (Petén)
Flores (en honor a Cirilo Flores Estrada) es un municipio que en conjunto con Santa Elena de la Cruz, conforman la cabecera departamental de Petén, ubicado a 480 km de Ciudad de Guatemala en el norte de la República de Guatemala. Su centro urbano es la Isla de Flores, está emplazada a orillas del lago Petén Itzá unida por un puente a la Santa Elena de la Cruz y junto con la ciudad de San Benito integran una conurbación que actualmente forma parte de los destinos turísticos más visitados del país.

## Toponimia
En tiempos prehispánicos su nombre maya era «Noj Petén» (también escrito «Noh Petén») que significa «Isla principal», posteriormente en tiempos coloniales, a comienzos del siglo xvi, se le llamó Tayasal, una castellanización de «Taj Itzá» (o «Tah Itzá») que significa «Lugar de los itzá».
Tras la conquista del Petén en 1697, su nombre en castellano fue originalmente «Nuestra Señora de Los Remedios», pero cambió en 1831, tras la independencia del Reino de Guatemala en homenaje a Cirilo Flores Estrada, médico y vicejefe liberal del Estado de Guatemala que, además, participó en 1813 en la Conspiración de Belén y que en 1826 había asumido la Jefatura del Estado de Guatemala en la Federación Centroamericana de manera interina. Flores era hijo del eminente médico José Felipe Flores y tras una revuelta instigada en parte por los sacerdotes franciscanos, fue linchado en Quetzaltenango el 13 de octubre de 1826.
En Flores, además, hay un islote con el nombre de Jacinto Rodríguez Díaz —militar y pionero de la aviación guatemalteca—, quien en 1929 completó un viaje a todas las ciudades del Istmo a bordo del avión «Centro América», lo cual fue una hazaña en ese tiempo; «Chinto» Díaz, como se le conocía coloquialmente, volaba a Petén regularmente.

## División política
La ciudad de Flores y Santa Elena de la Cruz forman una ciudad, que junto al área central del municipio de San Benito, conforman un área de casi 100,000 habitantes, y que concentran las mayores actividades económicas como el comercio, el turismo y la industria del departamento.
| Categoría | Listado |
| --------- | --- |
| Aldeas    | San Miguel, El Remate, Tres Naciones y Uaxactún |
| Caseríos  | - Aguadas Nuevas - Aeropuerto Caoba - Dos Lagunas - El Arrozal - El Naranjo - Las Viñas - El Zapote - Macanché - Manantial - Paxcamán - Salpetén - Tikal - Lanquín - Buenos Aires - El Engaño - Caballo Muerto - El Caoba - El Arroyo - El Capulinar - El Limón - El Madrazo - Los Lagartos - Piedra Blanca - La Unión - Socotzal - Ixlú - Ixpanpajul - El Zacatal - El Porvenir |

## Geografía física

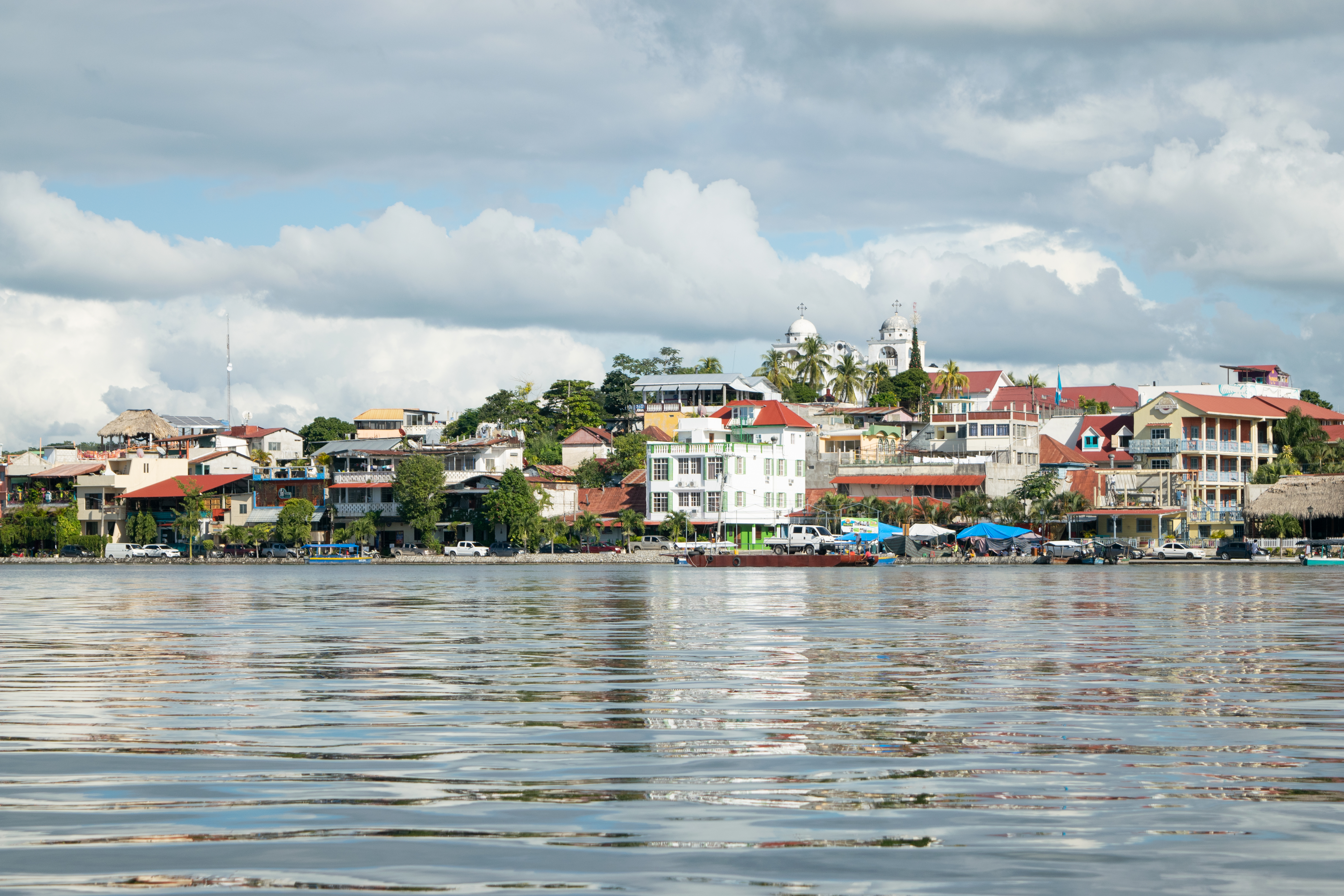
La Isla de Flores, desde el Lago Petén Itzá.

Ocupa un área estimada en 4,336 kms2. (INE 1993) y está localizada a 127 metros sobre el nivel del mar, observando en el momento de elevación (B.M.), del Instituto Geográfico Nacional, el cual se encuentra en frente de la Iglesia de Nuestra Señora de los Remedios y San Pablo de los Itzá, en el Parque Central de la Ciudad de Flores, Petén.
El municipio de Flores es uno de los más ricos en recursos naturales, culturales y económicos, de Petén. En la isla del mismo nombre está ubicada la cabecera departamental, por lo que es el punto de encuentro en eventos especiales tanto culturales como sociales, económicos y turísticos. Debido a su atractivo turístico, la actividad principal de sus habitantes es la producción y venta de servicios dirigidos a esa área.
Flores es la isla relativamente pequeña que sirve como lugar de empleo para muchas personas lugareñas, su acción como centro urbano del departamento hace que comparta su población de hecho con otros municipios vecinos para sumar una población de unos 44.706 habitantes (2022).
La parte antigua de la ciudad se localiza en la isla de Flores localizada a su vez en el Lago Petén Itzá.
Flores está conectada a tierra firme por un istmo de tierra artificial que hace de la ciudad una pequeña península y que sirve de medio de comunicación con Santa Elena y con San Benito (municipio vecino).
Limita por el norte, en el paralelo 17° 49′, con México, comprendido entre el meridiano 89° 20′ y 89° 42′. Por el Este: con el municipio de Melchor de Mencos, meridiano 89° 20′, en el tramo comprendido del paralelo 17° 49′.

### Clima
De acuerdo con la Clasificación climática de Köppen: se caracteriza por ser de Clima Tropical de Sabana (Aw), aunque posee ciertas variantes:
1. En el sur y suroeste del municipio, sus precipitaciones son muy regulares, mas no intensas (promedio de 1550 mm anuales), esto se debe a que hay poca presencia de bosques. Sin embargo, de febrero a abril son los meses con menos acumulados de lluvias.
2. En el resto del municipio, así como en los municipios de Melchor de Mencos, San José y San Andrés, existe una fuerte presencia de selvas tropicales, por lo que la orografía, las altas temperaturas y la humedad proveniente del Mar Caribe hacen que las lluvias sean muy abundantes en la mayor parte del año, aunque posee una duración variable de bajas precipitaciones.

| Parámetros climáticos promedio de Flores | Parámetros climáticos promedio de Flores | Parámetros climáticos promedio de Flores | Parámetros climáticos promedio de Flores | Parámetros climáticos promedio de Flores | Parámetros climáticos promedio de Flores | Parámetros climáticos promedio de Flores | Parámetros climáticos promedio de Flores | Parámetros climáticos promedio de Flores | Parámetros climáticos promedio de Flores | Parámetros climáticos promedio de Flores | Parámetros climáticos promedio de Flores | Parámetros climáticos promedio de Flores | Parámetros climáticos promedio de Flores |
| Mes                                      | Ene.                                     | Feb.                                     | Mar.                                     | Abr.                                     | May.                                     | Jun.                                     | Jul.                                     | Ago.                                     | Sep.                                     | Oct.                                     | Nov.                                     | Dic.                                     | Anual                                    |
| ---------------------------------------- | ---------------------------------------- | ---------------------------------------- | ---------------------------------------- | ---------------------------------------- | ---------------------------------------- | ---------------------------------------- | ---------------------------------------- | ---------------------------------------- | ---------------------------------------- | ---------------------------------------- | ---------------------------------------- | ---------------------------------------- | ---------------------------------------- |
| Temp. máx. media (°C)                    | 26.9                                     | 27.6                                     | 28.9                                     | 30.6                                     | 32.4                                     | 32.5                                     | 31.0                                     | 31.2                                     | 30.7                                     | 29.0                                     | 27.4                                     | 26.7                                     | 29.6                                     |
| Temp. media (°C)                         | 22.8                                     | 23.3                                     | 24.7                                     | 26.3                                     | 28.1                                     | 28.4                                     | 27.1                                     | 27.2                                     | 26.8                                     | 25.2                                     | 23.4                                     | 22.5                                     | 25.5                                     |
| Temp. mín. media (°C)                    | 18.8                                     | 19.0                                     | 20.5                                     | 22.1                                     | 23.8                                     | 24.4                                     | 23.2                                     | 23.2                                     | 22.9                                     | 21.4                                     | 19.4                                     | 18.4                                     | 21.4                                     |
| Precipitación total (mm)                 | 66                                       | 55                                       | 43                                       | 34                                       | 136                                      | 209                                      | 187                                      | 183                                      | 227                                      | 208                                      | 115                                      | 87                                       | 1550                                     |
| Fuente: Climate-Data.org                 |                                          |                                          |                                          |                                          |                                          |                                          |                                          |                                          |                                          |                                          |                                          |                                          |                                          |

### Ubicación geográfica
Flores está en el departamento de Petén y está rodeado por municipios de dicho departamento, exceptuando al norte, en donde limita con Campeche, estado de México.
- Norte: Campeche, estado de México
- Este: Melchor de Mencos, municipio del departamento de Petén
- Suroeste: San Francisco, municipio del departamento de Petén
- Sur: Ciudad de Santa Elena de la Cruz, Dolores, y Santa Ana, municipios de Petén[8]
- Oeste: San José y San Benito, municipios de Petén

|                              | Norte: Campeche, Estado de México                           |                         |
| Oeste: San José y San Benito |                                                             | Este: Melchor de Mencos |
| Suroeste: San Francisco      | Sur: Ciudad de Santa Elena de la Cruz, Dolores, y Santa Ana |                         |

## Gobierno municipal
Los municipios se encuentran regulados en diversas leyes de la República, que establecen su forma de organización, lo relativo a la conformación de sus órganos administrativos y los tributos destinados para los mismos.  Aunque se trata de entidades autónomas, se encuentran sujetos a la legislación nacional y las principales leyes que los rigen desde 1985 son:
| N.º | Ley                                                                             | Descripción |
| --- | ------------------------------------------------------------------------------- | --- |
| 1   | Constitución Política de la República de Guatemala                              | Tiene una regulación legal específica para los municipios en los artículos 253 al 262. |
| 2   | Ley Electoral y de Partidos Políticos                                           | Ley de carácter constitucional aplicable a los municipios en el tema de la conformación de sus autoridades electas. |
| 3   | Código Municipal                                                                | Decreto 12-2002 del Congreso de la República de Guatemala. Tiene la categoría de ley ordinaria y contiene preceptos generales aplicables a todos los municipios, e inclusive contiene legislación referente a la creación de los municipios. |
| 4   | Ley de Servicio Municipal                                                       | Decreto 1-87 del Congreso de la República de Guatemala. Regula las relaciones entra la municipalidad y los servidores públicos en materia laboral. Tiene su base constitucional en el artículo 262 de la constitución que ordena la emisión de la misma. |
| 5   | Ley General de Descentralización                                                | Decreto 14-2002 del Congreso de la República de Guatemala. Regula el deber constitucional del Estado, y por ende del municipio, de promover y aplicar la descentralización y desconcentración económica y administrativa. |
| 6   | Acuerdos Gubernativos de la conformación de la Ciudad de Santa Elena de la Cruz | 1. Acuerdo Gubernativo número 549-86 establece que el Poblado de Santa Elena de la Cruz, departamento de Peten, formara parte de la cabecera municipal de Flores, departamento de Peten. 8 de agosto de 1986, Marco Vinicio Cerezo Arévalo Presidente. Este viene a derogar el 2. Acuerdo Gubernativo número 683-95 por el cual se creaba el Municipio de Santa Elena de la Cruz independiente de la Isla de Flores y ha reivindicar el anhelo y derecho de todos los habitantes de Santa Elena de ser tomado como parte de la cabecera municipal de Peten. |

El primer alcalde del municipio fue Lucas Pinelo en 1823, luego de la Independencia de Centroamérica.

## Historia
En el periodo Precolombino, Flores fue una ciudad de la civilización Maya llamada Tayasal.

### Período Prehispánico
Según investigaciones arqueológicas realizadas en 1992, existe evidencia de ocupación humana en la isla de Flores desde el año 300 a. C. aproximadamente.

### Conquista de Nojpetén
Los itzáes habían resistido todos los intentos de conquista española desde 1524. En 1622 una expedición militar encabezada por el capitán Francisco de Mirones, acompañada por el fraile franciscano Diego Delgado, salió de Yucatán; esta expedición se convirtió en un desastre para los españoles que fueron masacrados por los itzáes. En 1628 los manche ch'ol en el sur fueron puestos bajo la administración del gobernador colonial de Verapaz formando parte de la Capitanía General de Guatemala. En 1633 los manche ch'ol se rebelaron infructuosamente contra el dominio español. En 1695 una expedición militar que salió de Guatemala, trató de llegar al lago Petén Itzá; seguida por misioneros que salieron de Mérida en 1696, y en 1697 por la expedición de Martín de Ursúa y Arizmendi, que salió de Yucatán y que resultó en la derrota final de los reinos independientes del centro de Petén que tenían su sede en la isla de Nojpetén, —la moderna ciudad de Flores— y su incorporación en el Imperio español.
| Fecha                 | Evento | Departamento moderno (o estado mexicano) |
| --------------------- | --- | ---------------------------------------- |
| 1618                  | Misioneros franciscanos llegan a Nojpetén, capital de los itzáes                                               | Petén                                    |
| 1619                  | Otras expediciones misioneras a Nojpetén                                                                       | Petén                                    |
| 1684                  | Reducción de San Mateo Ixtatán y Santa Eulalia                                                                 | Huehuetenango                            |
| 29 de enero de 1686   | Melchor Rodríguez Mazariegos sale de Huehuetenango, encabezando una expedición contra los lacandones           | Huehuetenango                            |
| 1695                  | El fray franciscano Andrés de Avendaño trata de convertir a los itzáes                                         | Petén                                    |
| 28 de febrero de 1695 | Expediciones españolas contra el pueblo lacandón salen simultáneamente de Cobán, San Mateo Ixtatán y Ocosingo  | Alta Verapaz, Huehuetenango y Chiapas    |
| 1696                  | El fray Andrés de Avendaño se ve obligado a huir de Nojpetén                                                   | Petén                                    |
| 13 de marzo de 1697   | Nojpetén cae a los españoles después de una feroz batalla y es rebautizado como Nuestra Señora de los Remedios | Petén                                    |

### Período colonial
Se desarrolló desde 1697 hasta 1821. Durante este período Guatemala fue parte de la Corona de España.
En Petén se llevaron a cabo varias sublevaciones por parte de los itzáes. Después de la invasión se estableció aquí una guarnición. Con el tiempo se fundó una Institución llamada Ayuntamiento General de Petén, donde regía un alcalde.
Se tenía que prestar servicio militar obligatorio y cuando se requería a los vecinos eran llamados a prestar servicios, sin ningún sueldo o salario[cita requerida].
Los españoles llevaron ganado a Petén y lo establecieron en las sabanas, así como desarrollaron una agricultura más moderna, dándose en consecuencia un adelanto de las fuerzas productivas. En esta época la isla de Flores sirvió también como presidio.

### Tras la independencia de Centroamérica
Tras la Independencia de Centroamérica en 1821, la situación fue la misma que en la época colonial para Flores; Lucas Pinelo fue alcalde Primero Constitucional de 1823, haciendo una serie de prohibiciones y estableciendo instituciones, en cuenta la escuela obligatoria. Luego, Petén fue un distrito dependiente del departamento de Verapaz en el recién formado Estado de Guatemala en 1825; en la constitución del Estado de Guatemala que se promulgó en 1825, también se menciona a San Andrés como parte del Circuito de Flores para la impartición de justicia, en el Distrito N.º 6 (Petén); junto a Flores pertenecían a ese circuito San Andrés, San José y San Benito.
El efímero Estado de Los Altos fue autorizado por el Congreso de la República Federal de Centro América el 25 de diciembre de ese año forzando a que el Estado de Guatemala se reorganizara en siete departamentos y dos distritos independientes el 12 de septiembre de 1839:
- Departamentos: Chimaltenango, Chiquimula, Escuintla, Guatemala, Mita, Sacatepéquez, y Verapaz
- Distritos indepentientes: Izabal y Petén[11]

### Límites Guatemala-México

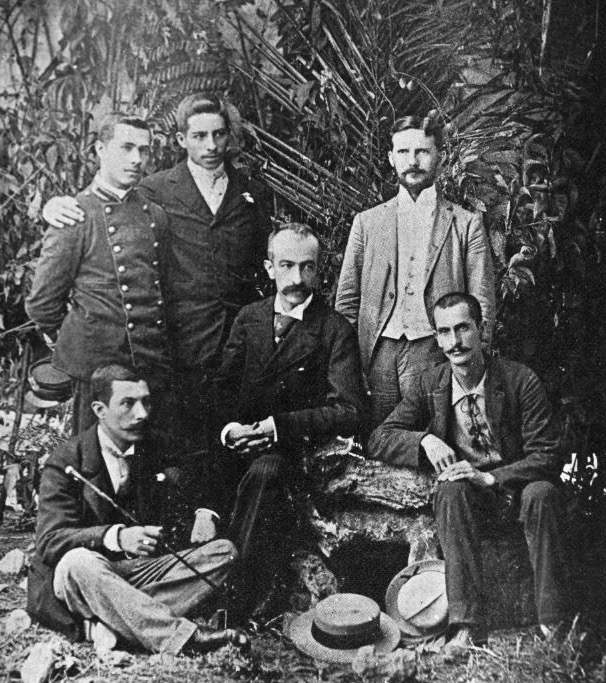
Comisión de ingenieros de Guatemala en el proyecto de la delimitación de límites con México.

En virtud del convenio celebrado en la capital de México el 7 de diciembre de 1877 por los representantes de ambos países, fueron nombradas dos comisiones de ingenieros, una por cada nación para que reconocieran la frontera y levantaran un plano que sirviera para las negociaciones entre los dos países; aunque únicamente se hizo un mapa de la frontera comprendida entre las faldas del volcán Tacaná y el océano Pacífico, se celebró la reunión del presidente Justo Rufino Barrios y Matías Romero, representante mexicano, en Nueva York el 12 de agosto de 1882, en la que se sentaron las bases para un convenio sobre límites, en las cuales hizo constar que Guatemala prescindía de los derechos que le asistieran sobre Chiapas y Soconusco y se fijaron los límites definitivos.  En noviembre de 1883, se dio principio al trazado de la frontera y al levantamiento del plano topográfico de sus inmediaciones, siendo jefe de la comisión guatemalteca el astrónomo Miles Rock, y sus colaboradores Edwin Rockstroh, Felipe Rodríguez, Manuel Barrera y Claudio Urrutia. En el primer año de trabajo se llegó únicamente al cerro Ixbul, y en el siguiente se buscó llegar al Río Usumacinta o al Río Chixoy, pero fue en extremo difícil debido a que no había caminos en el área.  Lo más difícil de sobrellevar fue lo inhóspito de la región de Ixcán en donde en seis meses murieron cerca de trescientos ayudantes.  Y, por último, se encontraron con que el río Chixoy estaba más al este de lo que se creía y lo fueron a encontrar cerca de Cobán, muy lejos de la frontera con México.  Ni Urrutia ni Rockstroh continuaron con la comisión, que entre 1884 y 1895 trabajó en estudios y trazados de las líneas del oeste y norte del Petén..
En 1895 hubo otro convenio entre el ministro de Guatemala en México, Emilio de León y el gobierno mexicano y se organizó una nueva comisión guatemalteca.  En esta oportunidad, el jefe de la comisión fue el ingeniero Urrutia y sus colaboradores fueron los ingenieros Manuel Amézquita, Fabián Ortiz y Ricardo Walker, junto con los ayudantes Rafael Aldana, Abraham Flores, José Víctor Mejía De León y Francisco Reyes.  En septiembre de ese año se hicieron presentes en la Isla de Flores, Petén en donde ser reunieron con la comisión mexicana. Luego de estudiar las diversas líneas trazadas por ambas comisiones, se llegó al convenio definitivo en enero de 1896, cuando se construyeron quince monumentos que demarcaban la frontera.

## Comunicaciones
Flores por su condición de pequeña isla, se ve imposibilitada en tener un Aeropuerto propio y por eso se sirve del Aeropuerto ubicado en Santa Elena, que comúnmente es conocido como Aeropuerto Internacional Mundo Maya. En este Aeropuerto se reciben vuelos de diversas partes del mundo, si bien, frecuentemente, de llegar a este aeropuerto hacen escala en el de La Aurora en la Ciudad de Guatemala.
Por su condición de cabecera departamental, Flores se comunica con todo el departamento por carreteras y vías, principalmente con las dos carreteras con las que se comunica con la Ciudad de Guatemala y otros departamentos del país.

## Principales sitios arqueológicos y turísticos
1. Flores/Tayasal
2. Tikal
3. Uaxactún
4. Yaxhá

El municipio cuenta con muchos atractivos turísticos. El turismo de los sitios arqueológicos mayas es su principal fuente de ingresos.

### Sitio arqueológico Tikal
Es uno de los mayores centros urbanos de la civilización maya precolombina; forma parte del parque nacional Tikal que fue declarado Patrimonio de la Humanidad por Unesco en 1979. Según los glífos encontrados en el yacimiento su nombre maya habría sido Yax Mutul.
Tikal fue la capital de un estado beligerante que se convirtió en uno de los reinos más poderosos de los antiguos mayas. Aunque la arquitectura monumental del sitio se remonta hasta el siglo iv a. C., Tikal alcanzó su apogeo durante el Período Clásico, entre el 200 y el 900 d. C. Durante este tiempo, la ciudad dominó gran parte de la región maya en el ámbito político, económico y militar, y mantenía vínculos con otras regiones a lo largo de Mesoamérica, incluso con la gran metrópoli de Teotihuacán en el lejano Valle de México.
Después del Clásico Tardío no se construyeron monumentos mayores, algunos palacios de la élite fueron quemados y la población gradualmente decayó hasta que el sitio fue abandonado a finales del siglo x. Con una larga lista de gobernantes dinásticos, el descubrimiento de muchas de sus respectivas tumbas y el estudio de sus monumentos, templos y palacios, Tikal es probablemente la mejor comprendida de las grandes ciudades mayas de las tierras bajas de Mesoamérica.
Jimbal, El Encanto, La Flor, Corozal, Chiquín Tikal, Camul, Ávila, Bobal y Navajuelal, son sitios que pertenecen a su periferia.

### Sitio arqueológico Uaxactún
Esta ciudad fue habitada desde el Período Preclásico medio cerca 900 a. C. y todo el Clásico, teniendo su máximo esplendor del 500 d. C. al 900 d. C.   La inscripción más temprana es en 328 d. C. en la Estela 9 y la última el 899 d. C. en la Estela 12. Esto indica que fue la ciudad con la ocupación más larga del Petén. Fue considerada por mucho tiempo como la más antigua, hasta que el hallazgo de Nakbé y El Mirador, al noroeste, demostró que estas ciudades correspondían al período Preclásico Temprano (1000 a. C. - 200 a. C.).  Al igual que muchas otras ciudades del Clásico, Uaxactún fue abandonada en el inicio del x, siendo cubierta por la jungla, hasta su descubrimiento a inicios del xx, en 1916, por Silvanus Morley durante el gobierno del licenciado Manuel Estrada Cabrera. Fue en Uaxactún en donde se sentaron las bases para la investigación de la Civilización Maya y donde se inició un estudio detenido del sitio, llevado a cabo principalmente, pero no exclusivamente por la Carnegie Institution de Washington. De hecho las excavaciones iniciadas por John Lloyd Stephens y Frederick Catherwood, hicieron a la Cultura Maya popular y conocida en todo el mundo.
Imágenes de Uaxactún

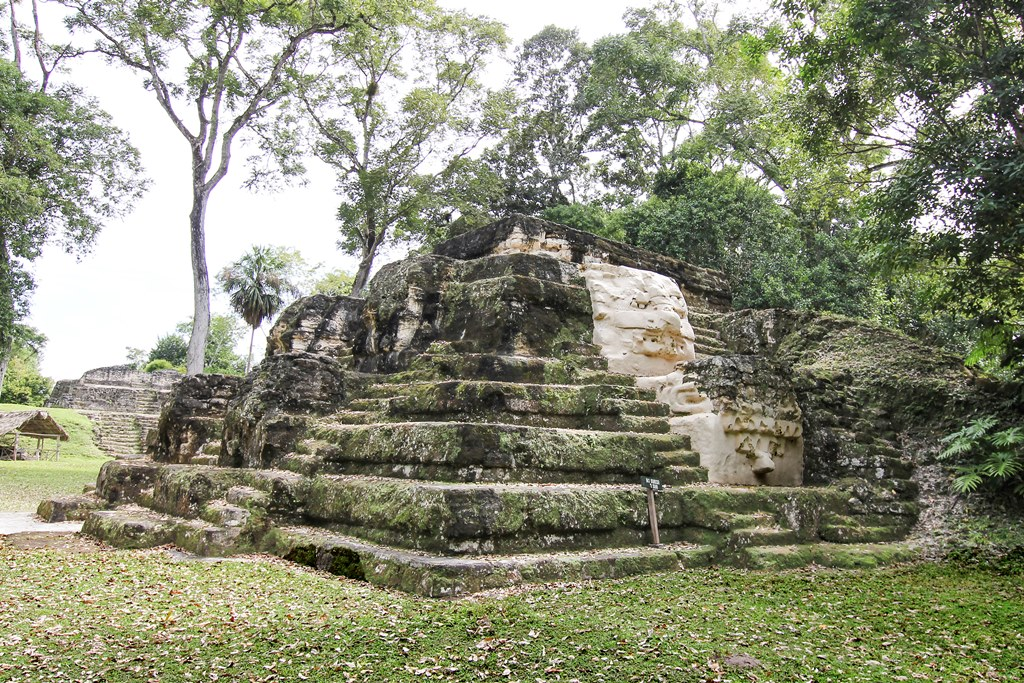
Templo de los Mascarones
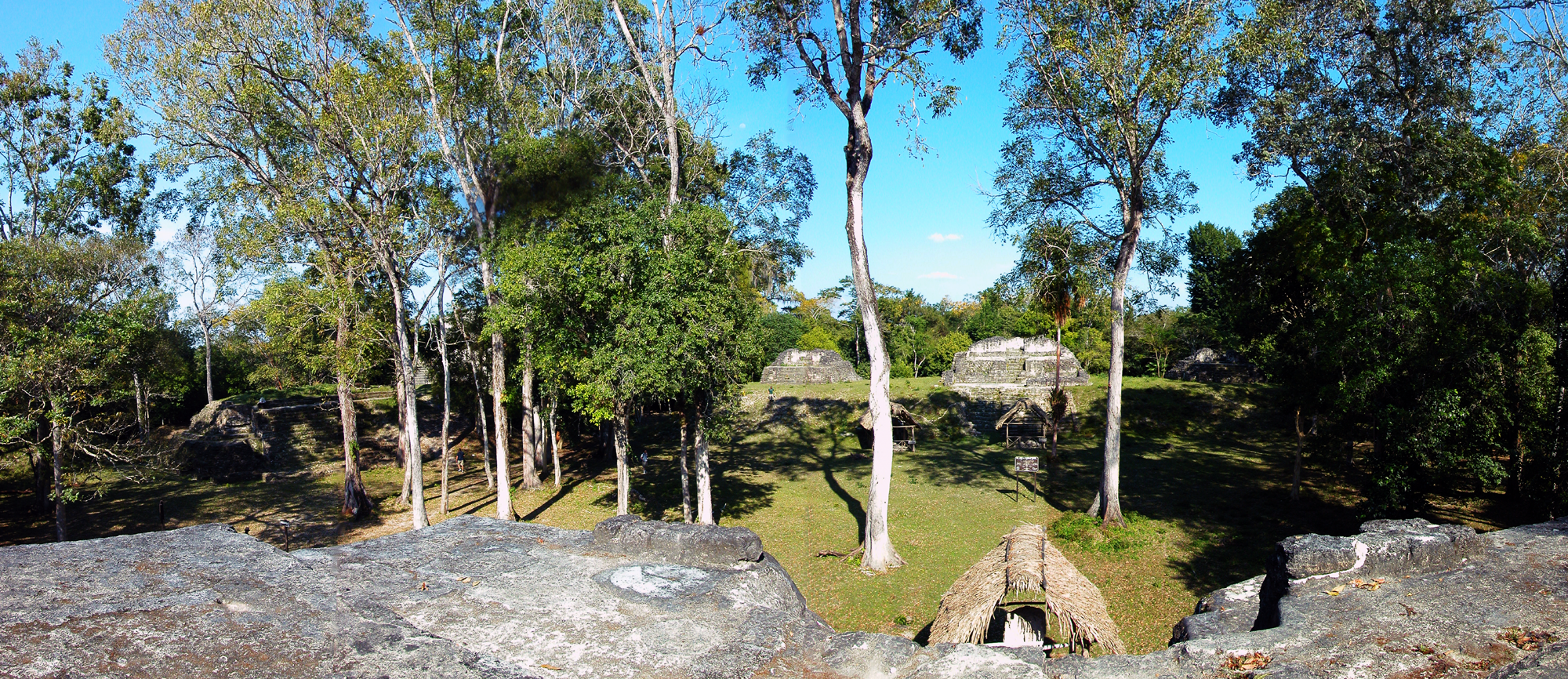
Grupo E
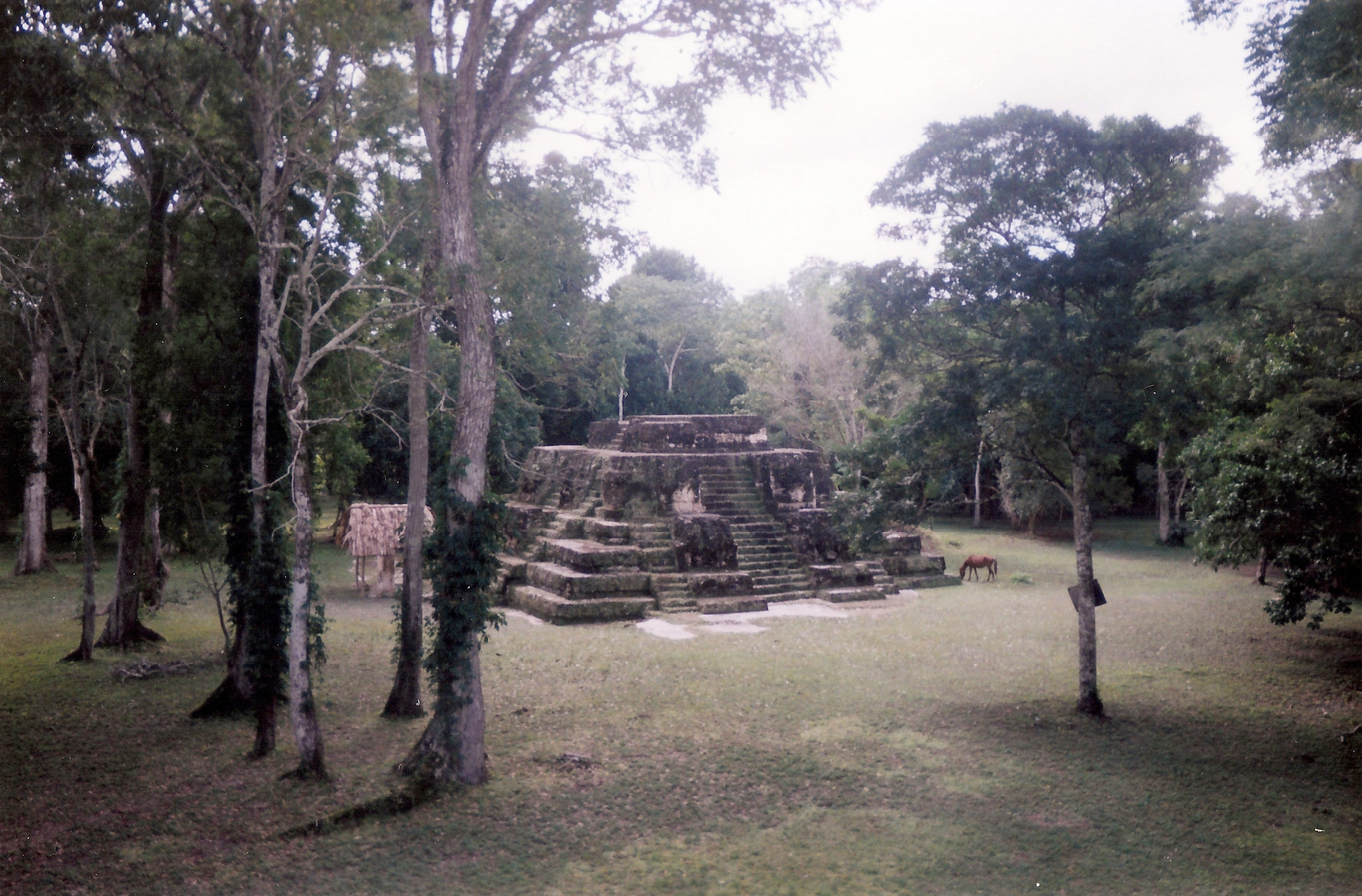
Estructura EVII

### Sitio arqueológico Yaxhá
Su nombre maya se aprecia en su jeroglífico emblema (que representa la cabeza de un loro) y se lee como Yax (verde-azul), ha (agua). El conjunto urbano fue ocupado durante dieciséis siglos (600 a. C. – 900d. C). Yaxhá se encuentra entre las lagunas de Sacnab y Yaxhá, en el lado opuesto de esta última se encuentra Topoxté, el mayor sitio posclásico del Petén, Guatemala.  El parque nacional Yaxhá-Nakum-Naranjo se considera como el «secreto mejor guardado del Mundo Maya» y comprende un área total de 37,160 ha y forma parte de la Reserva de la Biosfera Maya. Sobresalen los conjuntos que corresponden al Palacio Real, donde vivió el gobernante y su familia, la Acrópolis Norte, el Complejo Astronómico, dos patios para Juego de Pelota, la Acrópolis Este, la Plaza de las Sombras y el Complejo de Pirámides Gemelas, todos ellos integrados a un sistema de calzadas y vías pavimentadas.
El sitio tiene más de quinientas estructuras, incluyendo cuarenta estelas, trece altares, nueve pirámides, dos campos de juego de pelota y una red de sacbeob (calzadas), que conectan las Acrópolis Central, Norte (Maler) y Este. En la Plaza C, se encuentra el único complejo de Pirámides Gemelas, fuera de su aliada Tikal, el cual conmemora un Katún, o período de veinte años. La Calzada del Lago de 80 m de largo y considerada la entrada oficial de La Ciudad en la antigüedad, lo conecta al Lago Yaxhá.

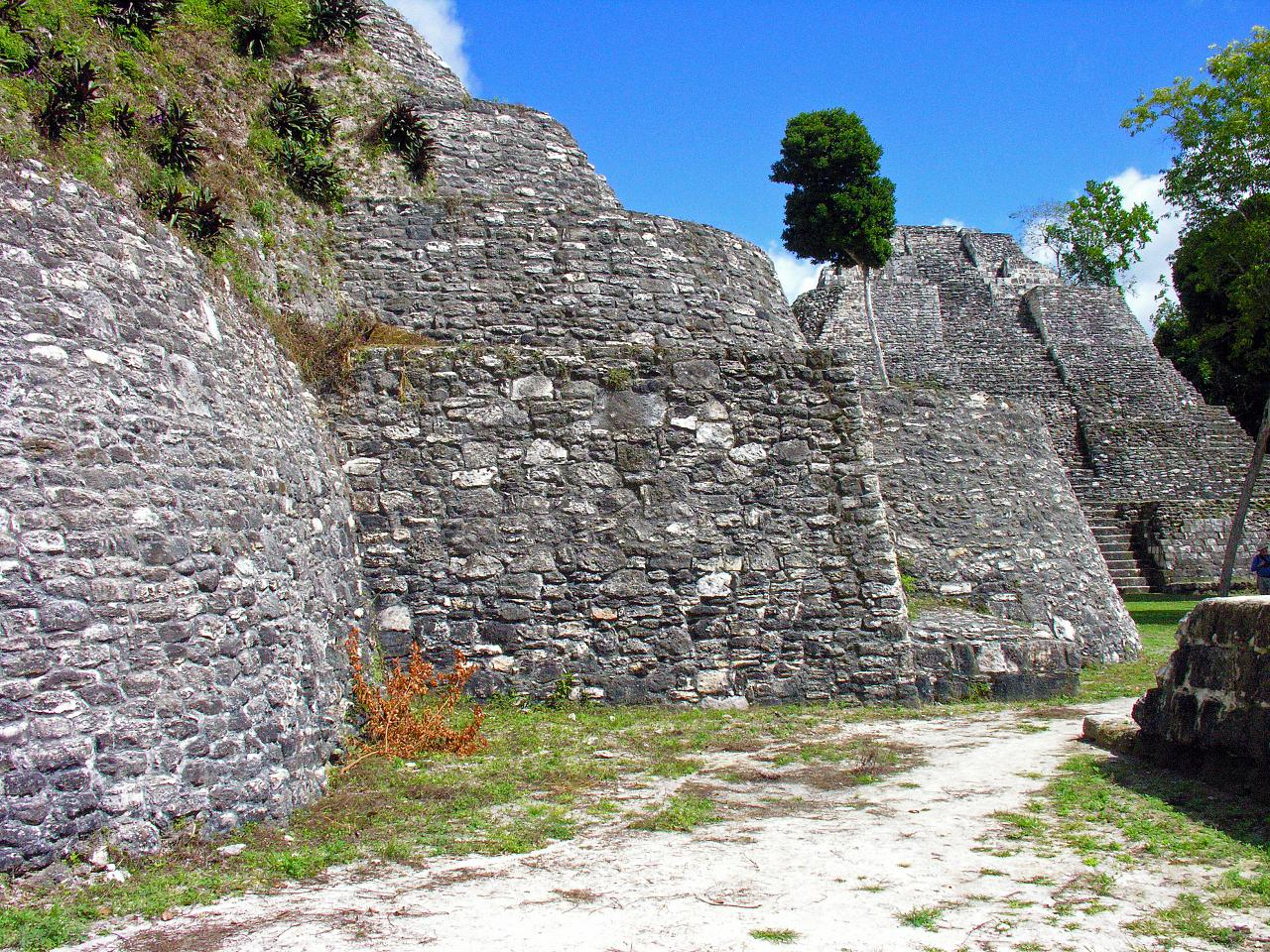
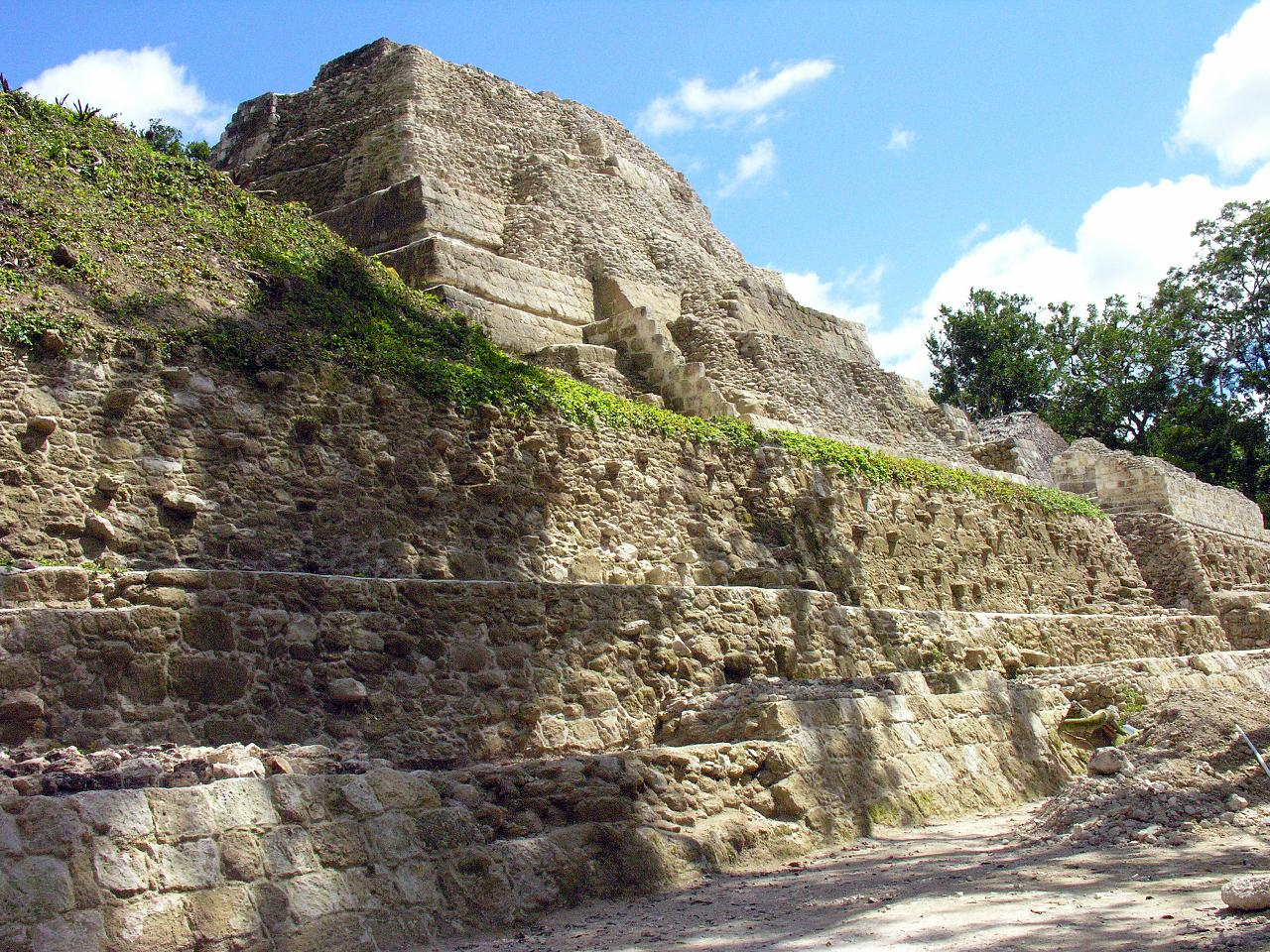
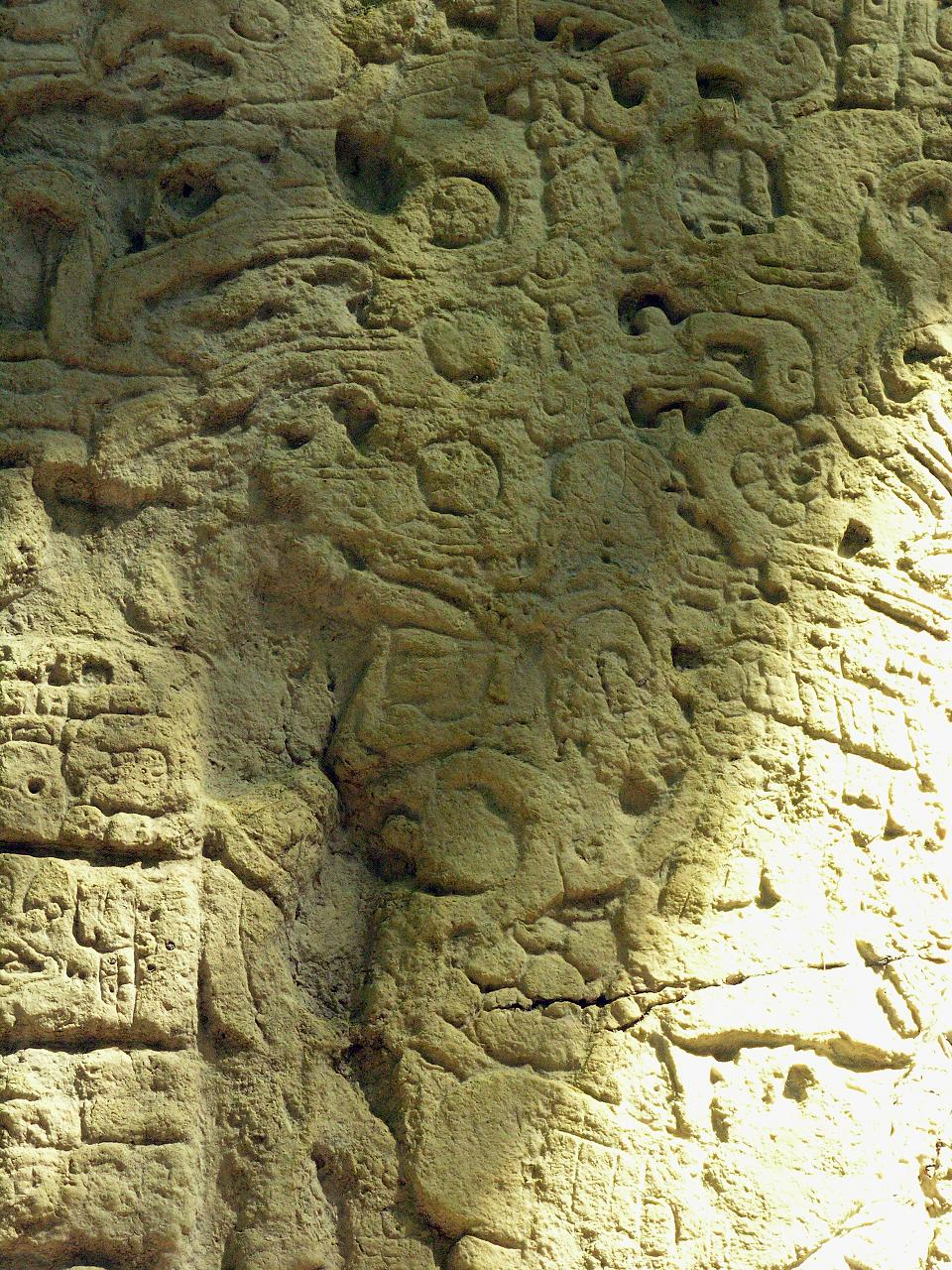
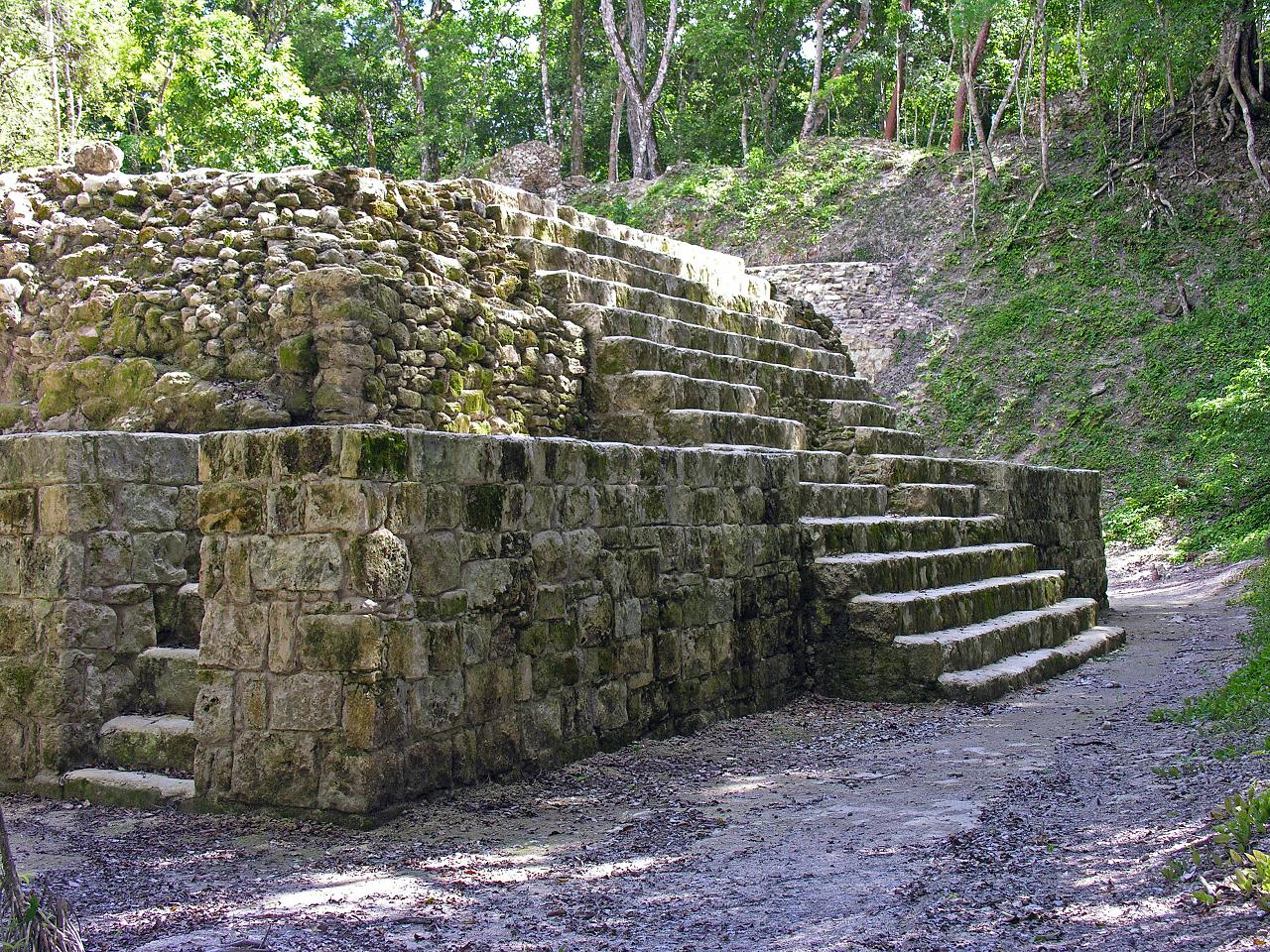
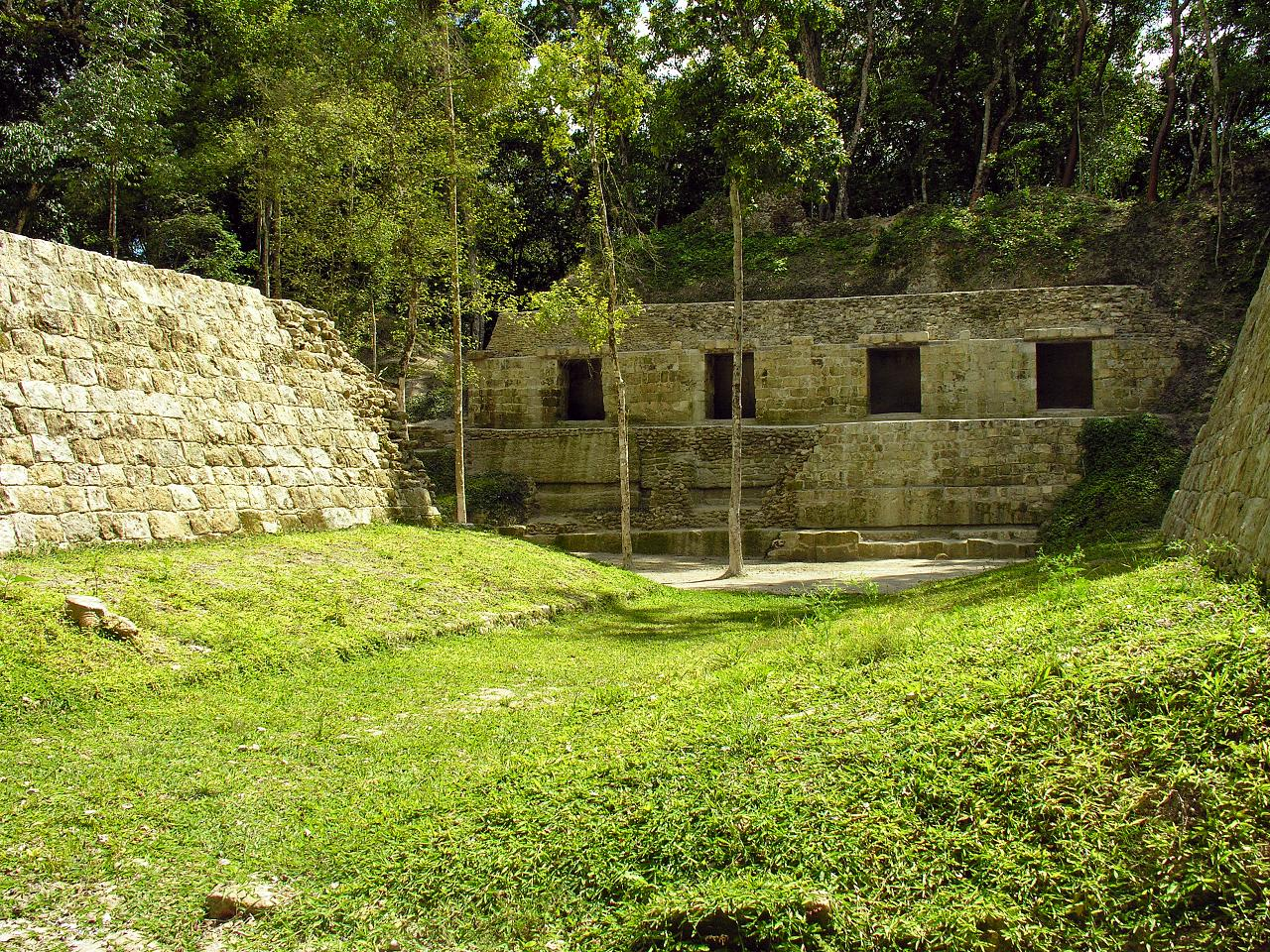

Imágenes de Yaxhá

### Tayasal
Capital de los itzáes, ubicada en San Miguel y Flores. Aquí gobernó el linaje Can Ek con cerca de 5 dinastías.En Flores fueron destruidos los trece templos o cúes por los españoles.
Tayasal fue el Tikal del posclásico. Posee más de cuatrocientas estructuras, actualmente investigadas por la Universidad de San Carlos de Guatemala. Por ser de fácil acceso es visitado por los turistas, entre otros Ixlú, Nakún, Sac. Petén Yaxhá, Topoxté, Yalaín. Muralla de León, Corozal, Holtún, Noj Petén, Paxcamán, Yachul, Yaltutu, Cueva de Ac Tun Can. Gruta de jovitzinaj Bobal. etc.

### Sitios de interés turístico
1. Hay un zoológico local el cual tiene bastantes áreas naturales llamado Petencito, aquí se pueden observar varios animales que son locales a esta región.
2. Cerca del pueblo, pueden llegar caminando o en transporte público a las Cuevas de Actún Kan, en las cuales hay vestigios de la civilización maya prehispánica.
3. Cruzando el lago al pueblo de San Miguel (3 minutos aproximadamente) pueden escalar para subir al Mirador del Rey Canek, sobre el cual se puede observar bastante territorio del lago y de la isla en sí. Para llegar ahí se debe cruzar el sitio arqueológico llamado Tayazal.
4. Hay una isleta en la cual hay un museo con objetos y reliquias de Tikal.
5. La Isla de Flores es en donde se capta el mayor interés turístico de la región y se pueden obtener Tours a Tikal, Yaxhá, Ixpanpajul y otros lugares cercanos.
6. Existen museos de Tikal, senderos de Benilj Ha, Zac Baquecán, Ixpanpajul y otros cuarenta y siete sitios arqueológicos.

## Otras cabeceras departamentales
| Departamento | Cabecera       | Departamento  | Cabecera              | Departamento  | Cabecera      | Departamento   | Cabecera       |
| ------------ | -------------- | ------------- | --------------------- | ------------- | ------------- | -------------- | -------------- |
| Alta Verapaz | Cobán          | Baja Verapaz  | Salamá                | Chimaltenango | Chimaltenango | Chiquimula     | Chiquimula     |
| El Progreso  | Guastatoya     | Quiché        | Santa Cruz del Quiché | Escuintla     | Escuintla     | Huehuetenango  | Huehuetenango  |
| Izabal       | Puerto Barrios | Jalapa        | Jalapa                | Jutiapa       | Jutiapa       | Quetzaltenango | Quetzaltenango |
| Retalhuleu   | Retalhuleu     | Sacatepéquez  | Antigua Guatemala     | San Marcos    | San Marcos    | Santa Rosa     | Cuilapa        |
| Sololá       | Sololá         | Suchitepéquez | Mazatenango           | Totonicapán   | Totonicapán   | Zacapa         | Zacapa         |